# Le Bugue
Le Bugue (okcitansko Al Buga) je naselje in občina v francoskem departmaju Dordogne regije Akvitanije. Leta 2008 je naselje imelo 2.793 prebivalcev.

## Geografija
Kraj leži v pokrajini Périgord Noir ob reki Vézère, 41 km jugovzhodno od Périgueuxa.

## Uprava
Le Bugue je sedež istoimenskega kantona, v katerega so poleg njegove, vključene še občine Campagne, Fleurac, Journiac, Manaurie, Mauzens-et-Miremont, Saint-Avit-de-Vialard, Saint-Cirq, Saint-Félix-de-Reillac-et-Mortemart in Savignac-de-Miremont s 4.897 prebivalci.
Kanton Bugue je sestavni del okrožja Sarlat-la-Canéda.

## Zanimivosti
- cerkev sv. Sulpicija,
- občinski paleontološki muzej,
- jama Grotte de Bara-Bahau, ena številnih prazgodovinskih jam v dolini reke Vézère,
- ekološki muzej Village du Bournat,
- ornitološki park la Terre des Oiseaux.

## Pobratena mesta
- Marckolsheim (Bas-Rhin, Alzacija);